# Difference Gel Electrophoresis
Die Difference Gel Electrophoresis (englisch für‚ Differenz-Gelelektrophorese‘) ist ein Verfahren zum Mengenvergleich von zwei oder mehreren Proben von Proteinen in einer 2D-Gelelektrophorese.

## Eigenschaften
Durch eine 2D-Gelelektrophorese kann das Proteom dargestellt werden, jedoch ist ein Vergleich zweier Proben in zwei verschiedenen Gelen aufgrund der Inhomogenitäten in der Herstellung der Polyacrylamidgele, in der Silberfärbung und in den Extraktionen der Gelstücke problematisch. Durch eine unterschiedliche Markierung beider Proben können diese gleichzeitig auf ein Gel aufgetragen werden. Die Molekülmarkierung erfolgt durch Kopplung unterschiedlicher Fluorophore an Lysine oder Cysteine. Da Lysine meistens häufiger in Proteinen vorkommen, genügt eine Markierung weniger Lysine pro Protein (engl. minimal labeling ‚minimale Markierung‘), während Cysteine vollständig markiert werden (engl. saturation labeling ‚Sättigungsmarkierung‘). Nach erfolgter Elektrophorese werden die Proteine im Gel mit einem Fluorometer in jeder markierten Farbe fotografiert und anschließend einzelne Proteine zur weiteren Analyse ausgestanzt. Eine Identifikation besteht entweder aus einem Edman-Abbau oder einer Massenspektrometrie nach In-Gel-Verdau.